# Kubir-Brücke
Die Kubir-Brücke (arabisch كوبرى كوبر Kubri Kūbir, englisch Kober Bridge, auch als Armed Forces Bridge bezeichnet) ist eine Stahlbeton-Brücke für den Autoverkehr in Sudan und verbindet Khartum über den Blauen Nil mit al-Chartum Bahri.
Der Name der Brücke ist vom Stadtviertel Kober in al-Chartum Bahri abgeleitet. Der Name Armed Forces Bridge ist vom Militärgelände direkt westlich neben der Brücke in Khartum abgeleitet.
Sie wurde im Auftrag der sudanesischen Regierung als Entlastung der An-Nil-al-azraq-Brücke errichtet, hat eine Gesamtlänge von 800 Metern und bietet Platz für zwei mal zwei Fahrbahnen für den Autoverkehr.